# Jan Wodyński
Jan Wodyński (* 31. Juli 1903 in Jasło; † 23. Juni 1988 in Warschau) war ein polnischer Maler.
Nach dem Besuch der Realschule seines Heimatortes studierte Wodyński von 1923 bis 1929 an der Akademie der Bildenden Künste Krakau Malerei bei Wojciech Weiss und Felicjan Szczęsny Kowarski. Er schloss sich 1931 der Künstlergruppe Rytm und 1933 der Gruppe Przymat an. Ab 1937 war er Assistent seines Lehrers Kowarski. 1939 Hielt er sich als Stipendiat des Fundusz Kultury Narodowej ein halbes Jahr in Frankreich und Italien auf. Während der deutschen Besatzung lebte er in Warschau und Jasło und restaurierte historische Gemälde.
Ab 1946 war er Professor an der Fakultät für Bildende Künste der Nikolaus-Kopernikus-Universität Toruń. Von 1947 bis 1951 unterrichtete er an der Akademie der Bildenden Künste in Danzig, danach bis zu seinem Ruhestand 1972 an der Akademie der Bildenden Künste Warschau.
Wodyński malte Landschaften, Stillleben und Porträts, ab Ende der 1960er Jahre auch abstrakte Gemälde. Er schuf auch Tafelgemälde, Mosaike und Sgreffiti. Stilistisch wird er dem Post-Impressionismus zugerechnet.